# 绿地率
绿地率是一定範圍內（例如一個城市、一個社區或一塊建设用地）的綠地佔比的一種城市规划指标，其具體定義、計算方法因地區而異。
中华人民共和国国家标准《民用建筑设计统一标准》（GB 50352-2019）中定義绿地率（greening rate）为“在一定用地范围内，各类绿地总面积占该用地总面积的比率（％）”；《城市居住区规划设计标准》（GB 50180-2018）中定义“绿地率是居住街坊内绿地面积之和与该居住街坊用地面积的比率”，并规定了不同类型的居住街坊内的绿地率最小值指标。
臺灣臺北市的《臺北市新建建築物綠化實施規則》規定綠覆率「指總綠覆面積與法定空地面積之百分比」
。
綠地率可部分反映一地區的居住環境品質。
另外有一些相似但不同的概念包括：
- 綠化率：指綠化植物的垂直投影面積佔綠地面積的比值。
- 綠視率：指人所看到的視野中，綠色植物所占的比例。